# 托罗内修道院

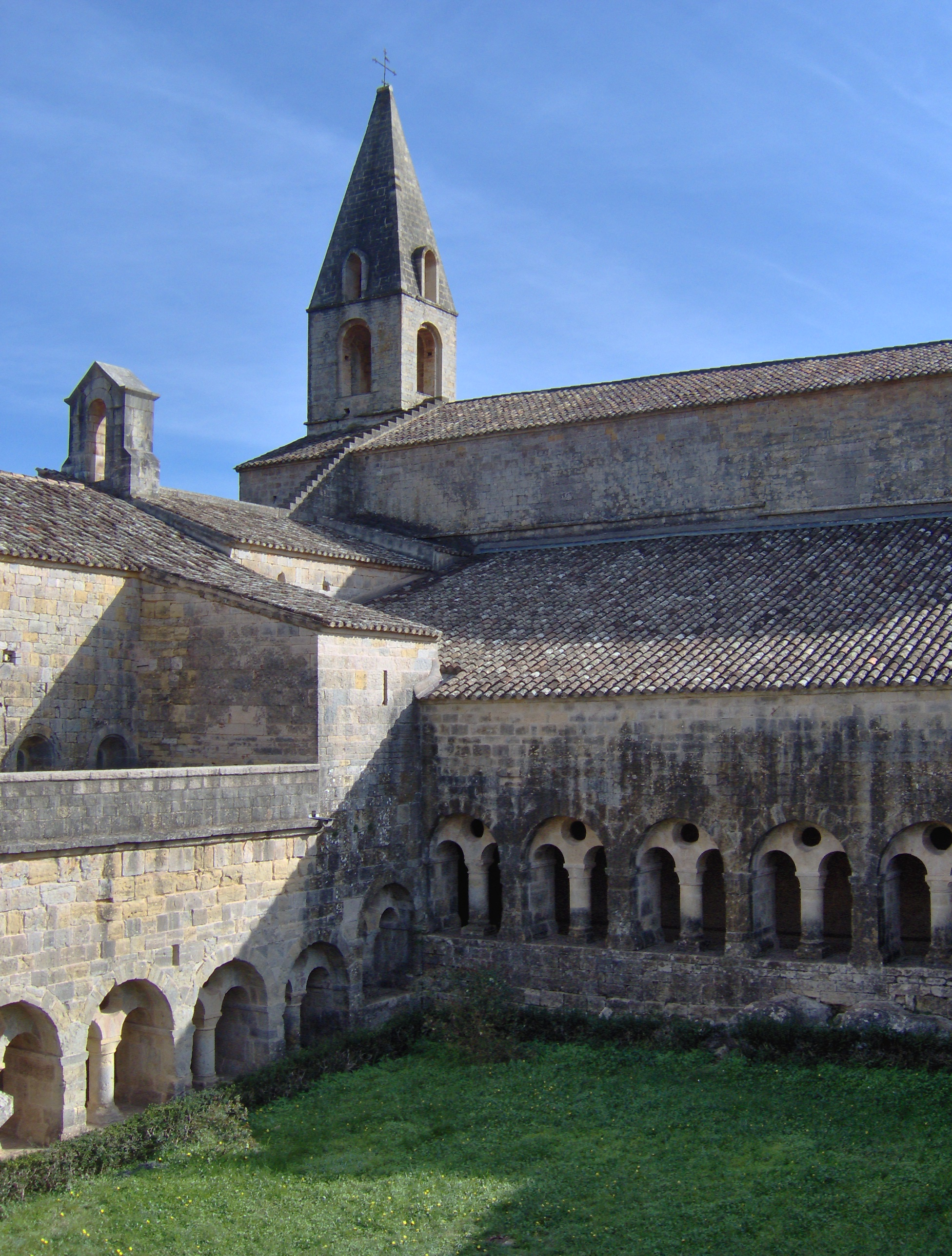

托罗内修道院（法語：L'abbaye du Thoronet）是一座原熙笃会修道院，大约建于1176-1200年。它位于法国东南部普罗旺斯瓦尔省的德拉吉尼昂和布里尼奥勒两镇之间。普罗旺斯的三个熙笃会修道院之一，与塞南克修道院和西瓦冈修道院一起被称为“普罗旺斯三姐妹”。目前已修复作为博物馆。
托罗内修道院是熙笃会精神的体现，强调纯洁，和谐，缺乏装饰或点缀。修道院最重要的事业是饲养牛羊。到14世纪，受黑死病影响，修道院走向衰落。到16世纪，修道院已经仅存教堂，其他建筑物沦为废墟，在法国宗教战争期间一度废弃。在18世纪，院长决定放松严格的会规，增加一些装饰，如雕像，喷泉，和一条板栗树大道。修道院深深陷入债务，在1785年宣告破产，和世俗化。7名修士迁往其他教堂或修道院。1791年财产拍卖，其中教堂、墓地，喷泉和板栗树大道作为“艺术和建筑的瑰宝”，属于国家财产。1840年，托罗内修道院成为法国的第一批历史遗迹之一。1841年，修道院的修复开始。1854年和1938年，法国政府购买修道院的其余部分。

## 图片

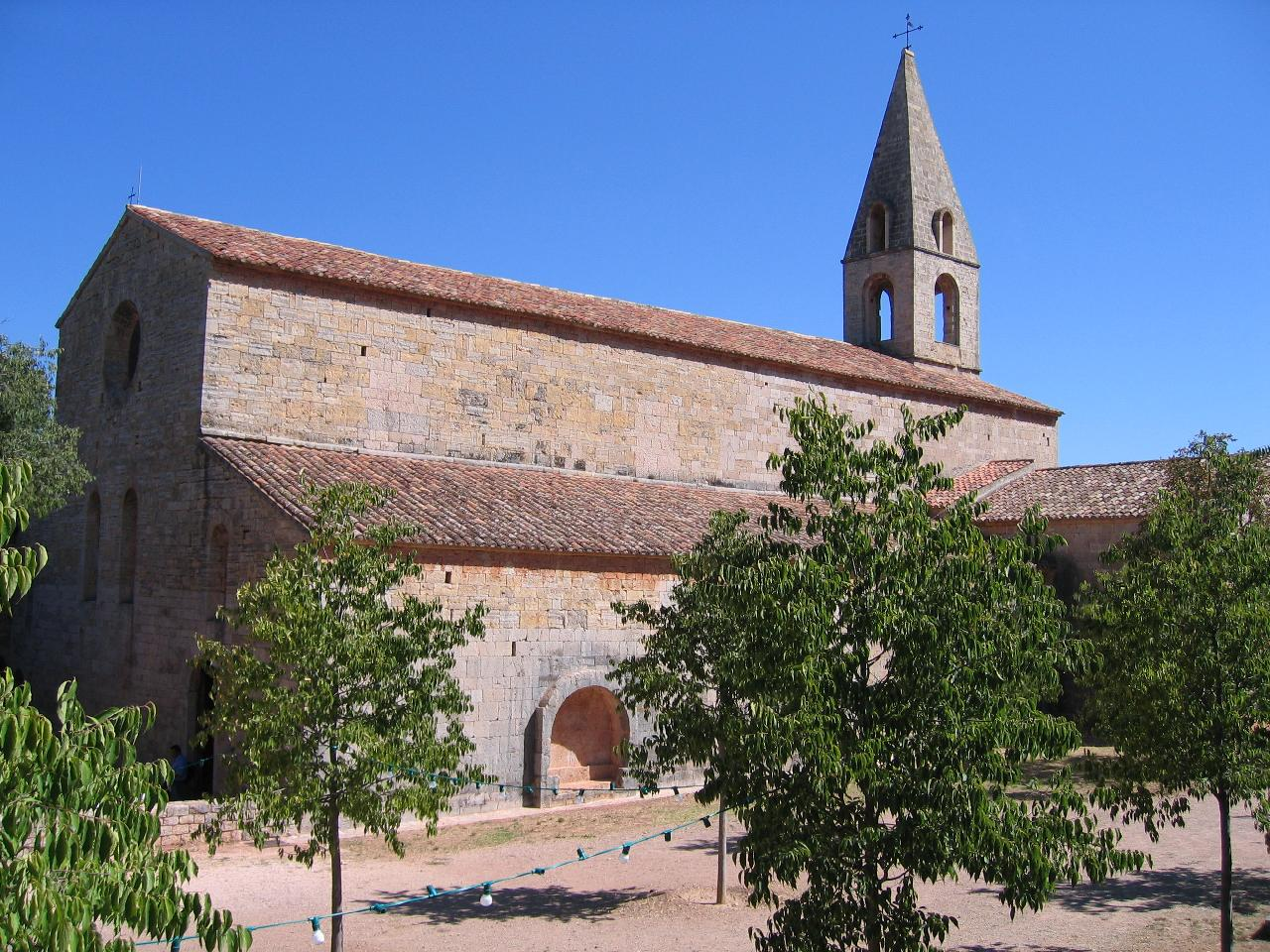
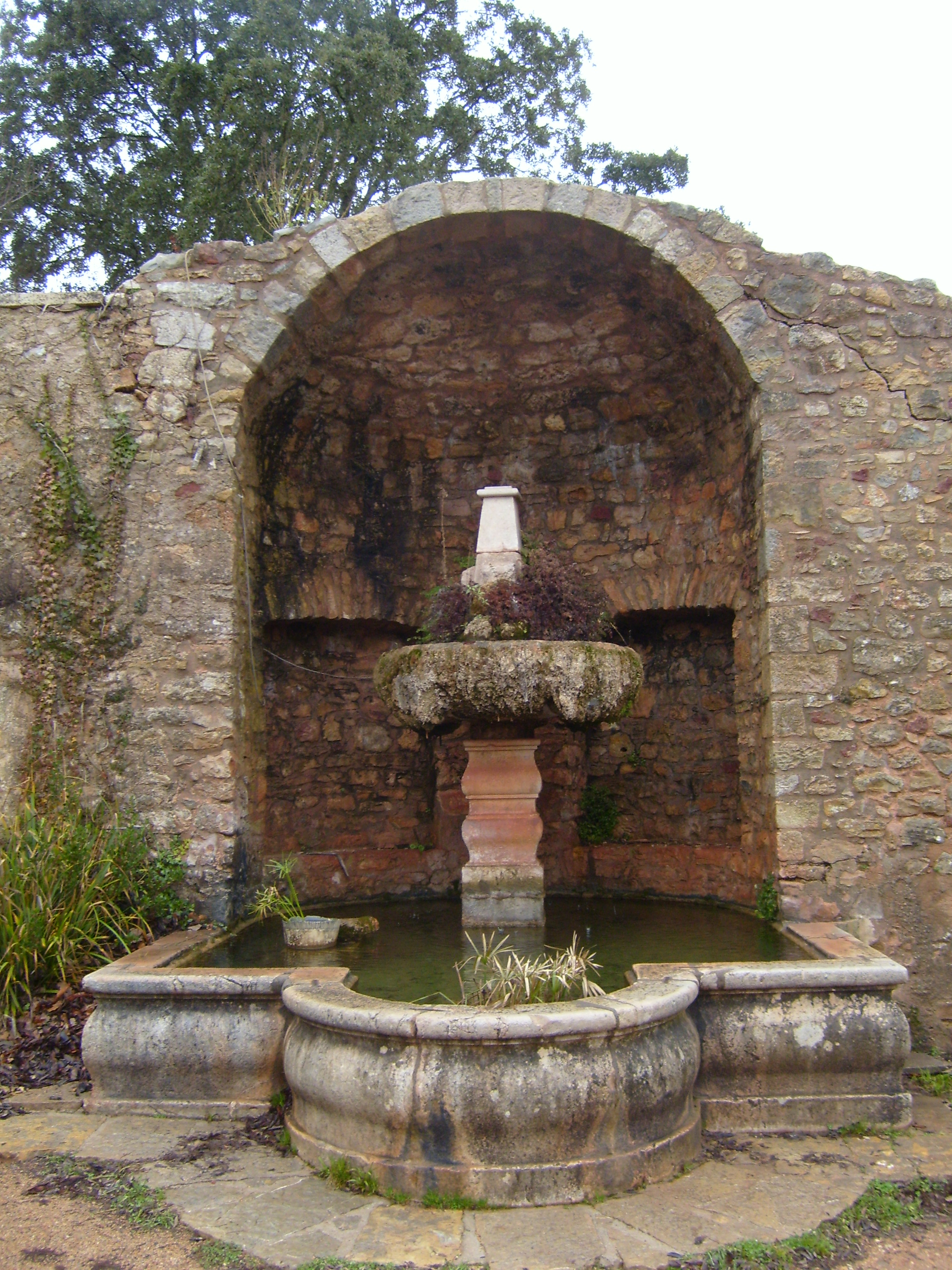
喷泉，修道院唯一的装饰元素
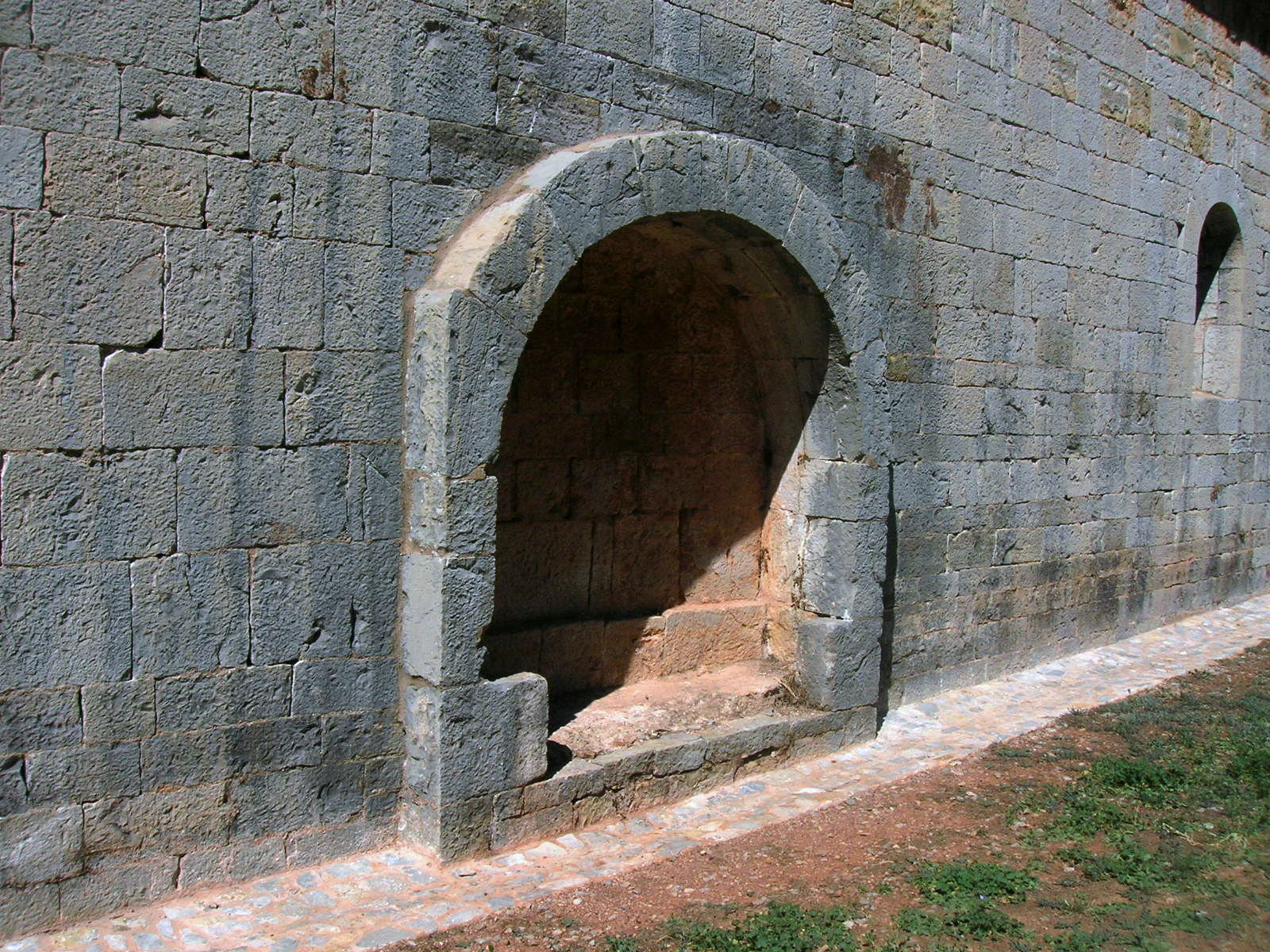
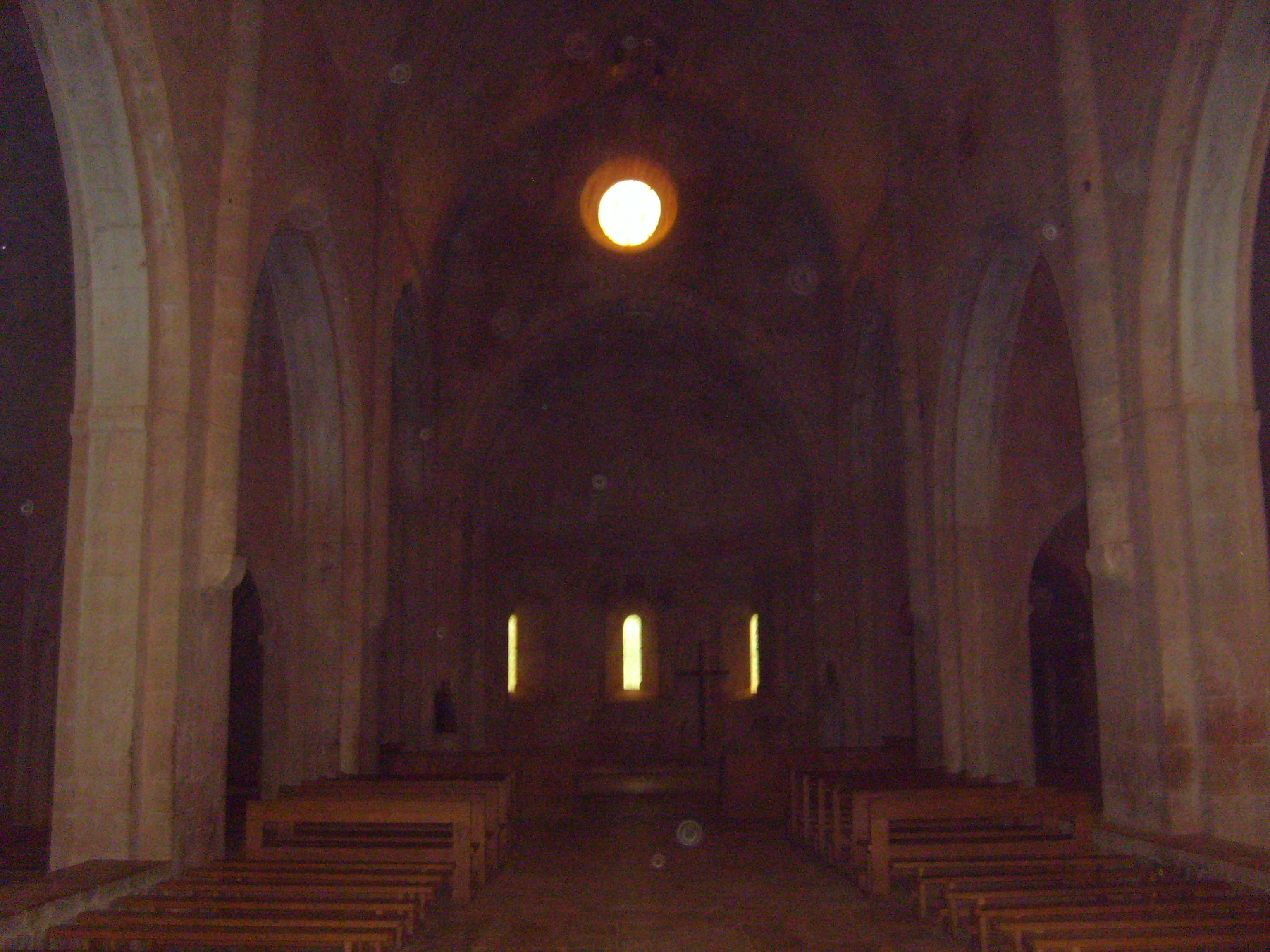
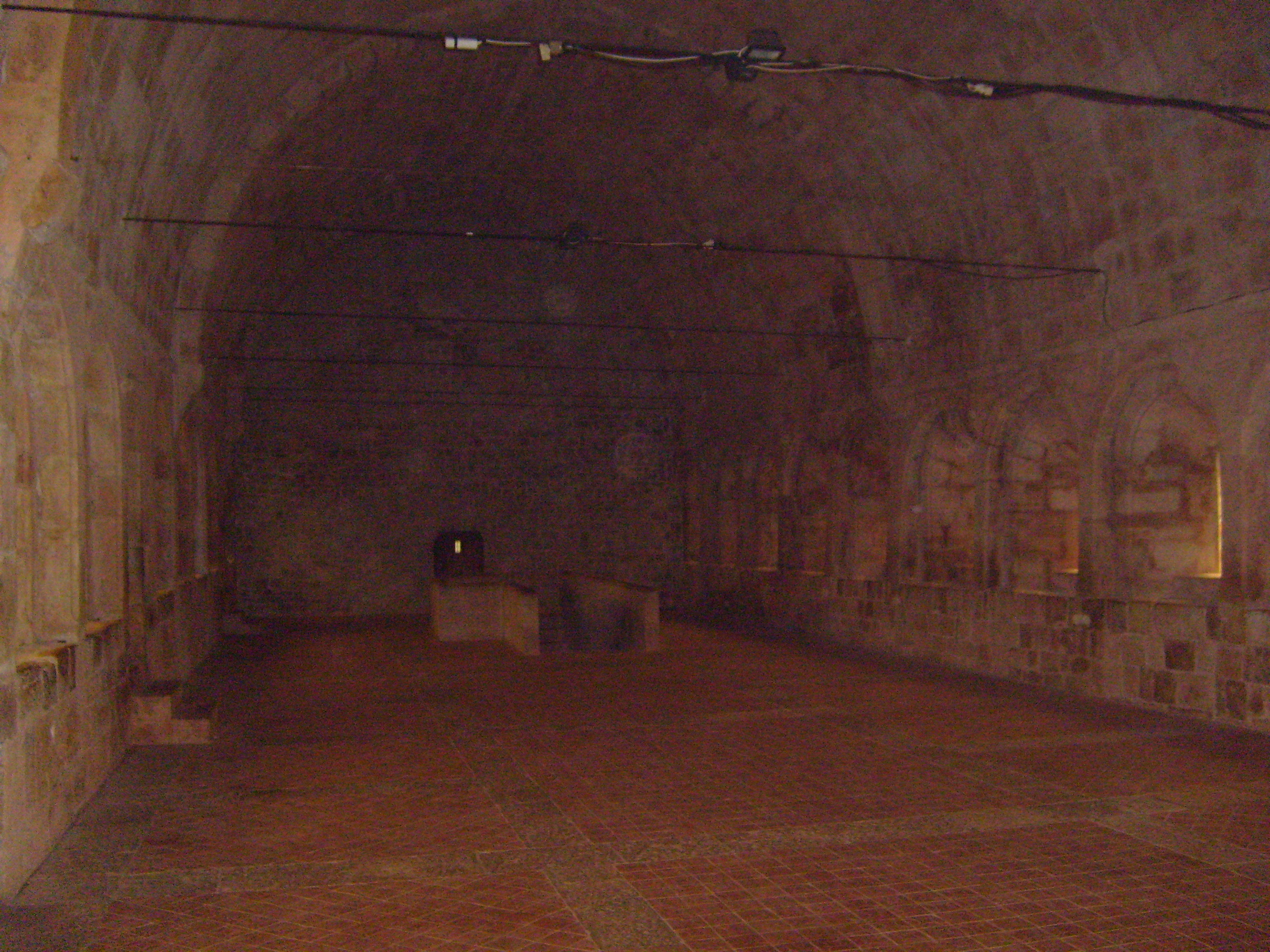
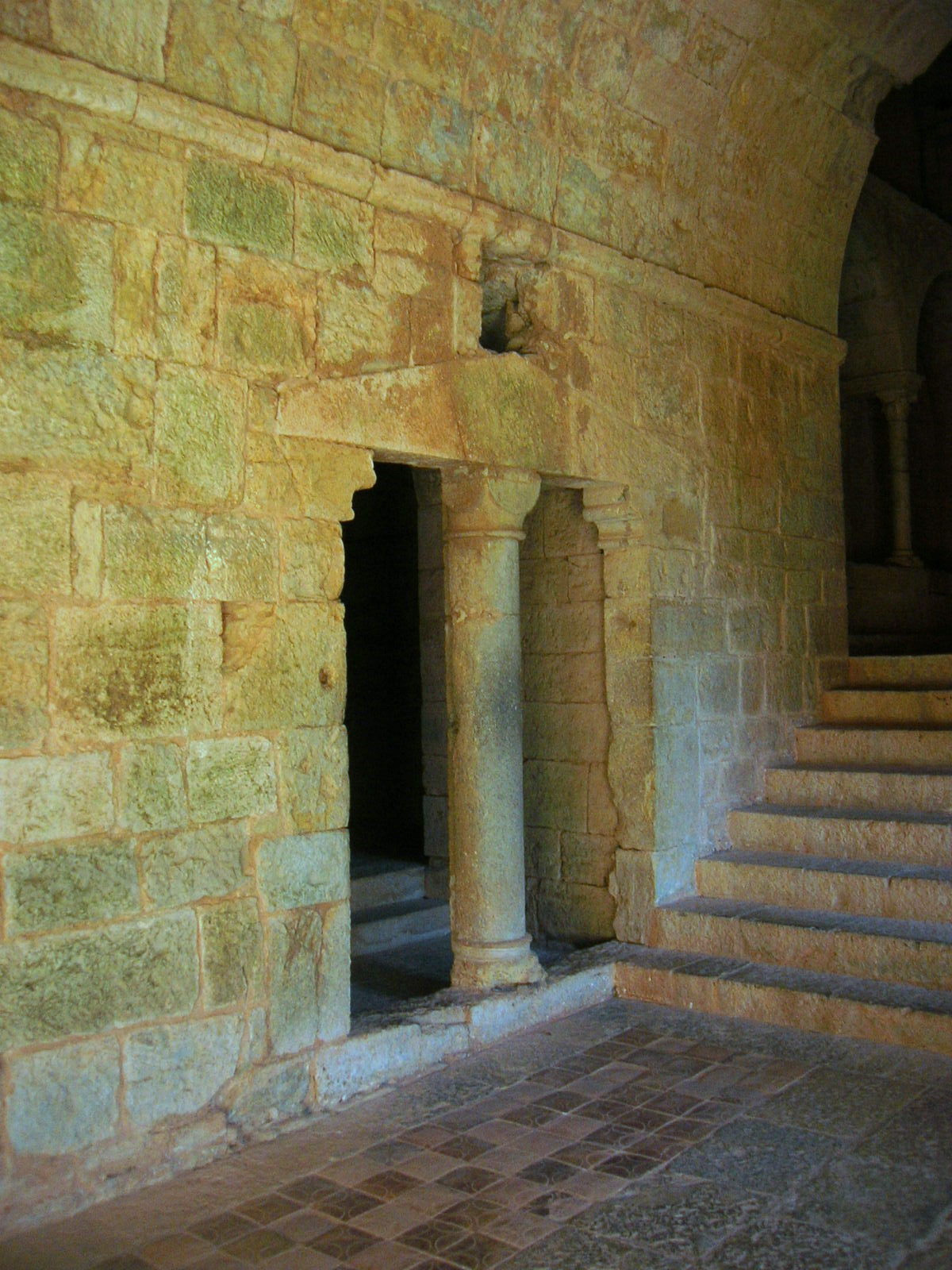
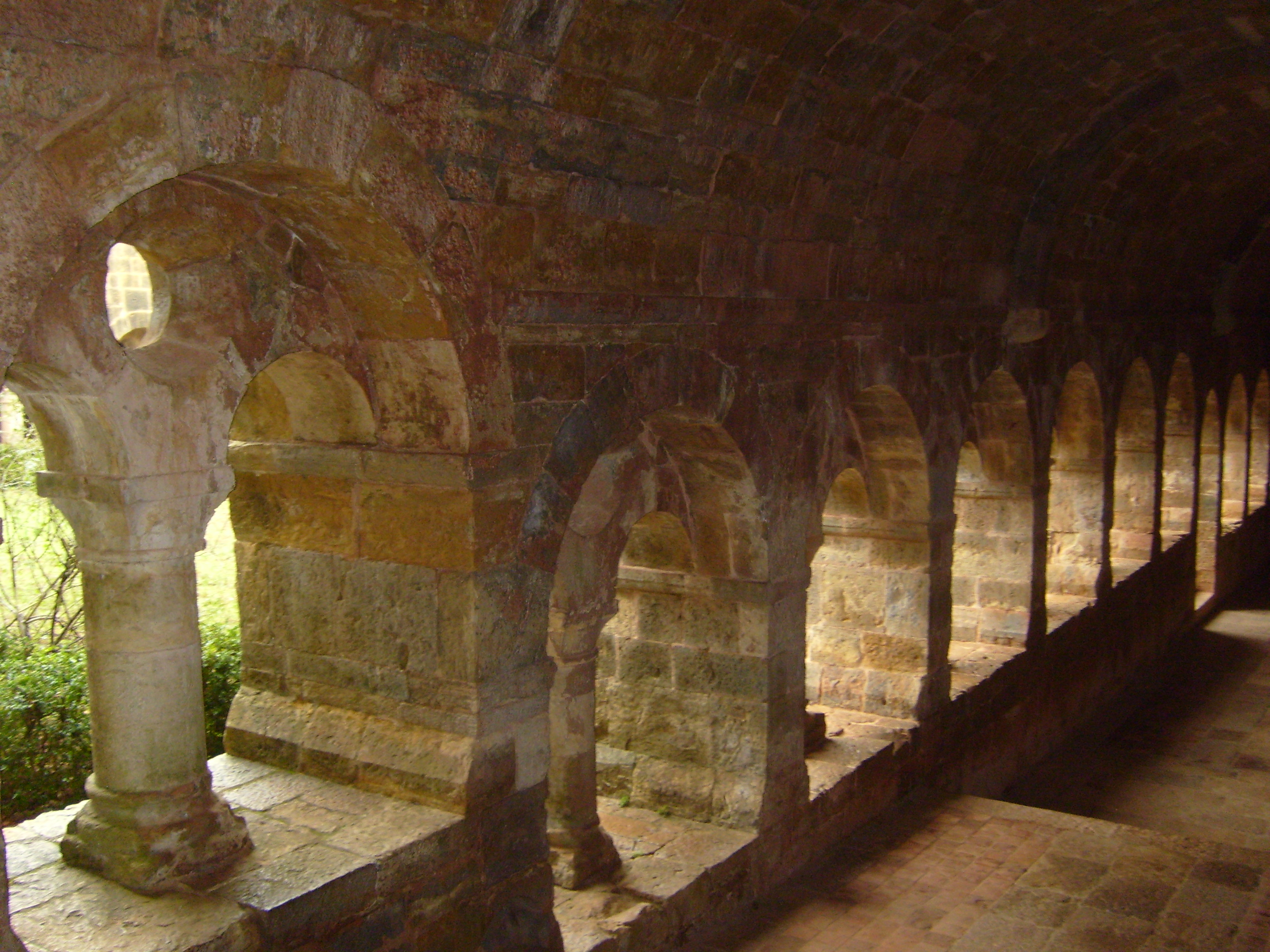
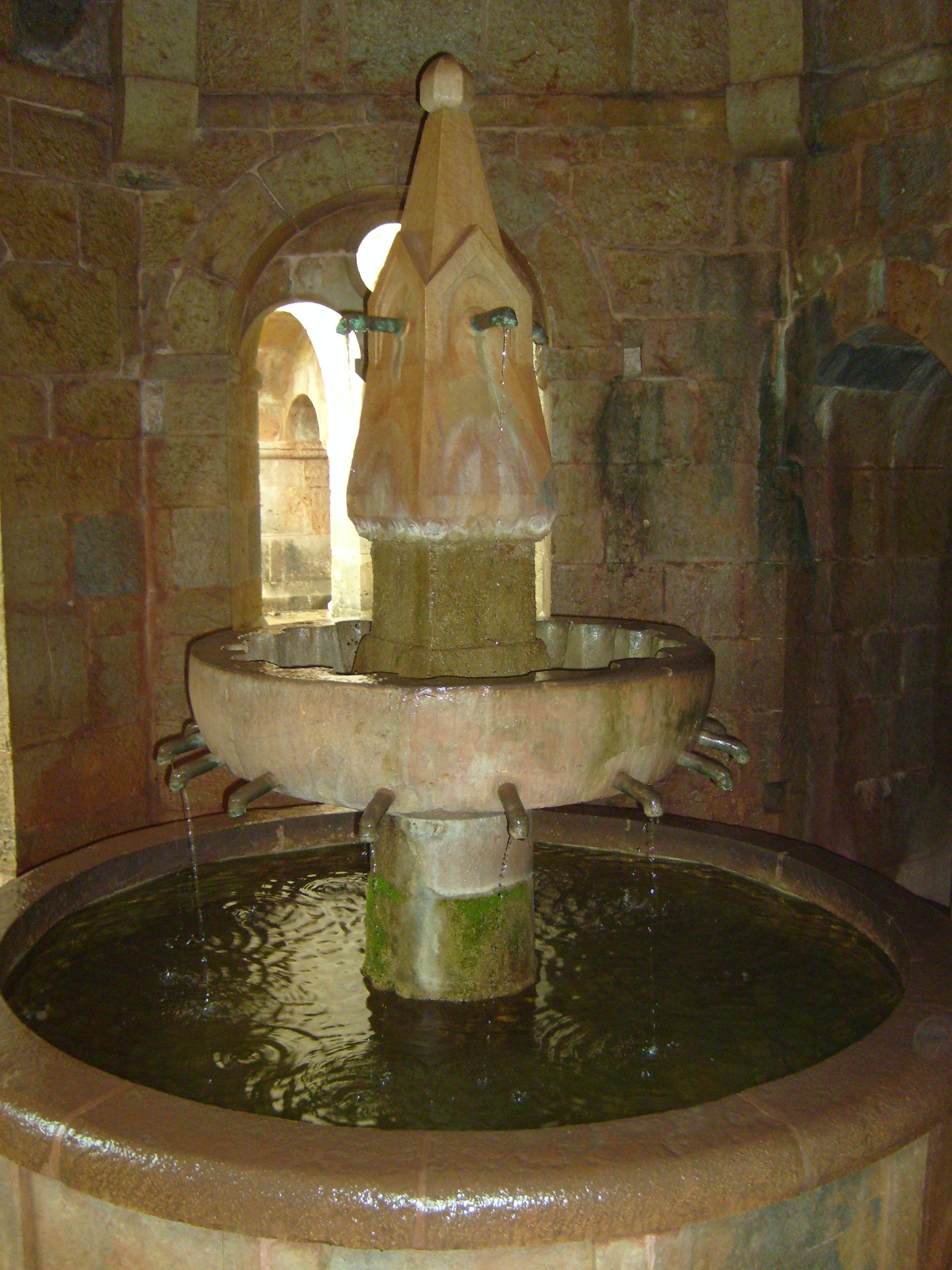
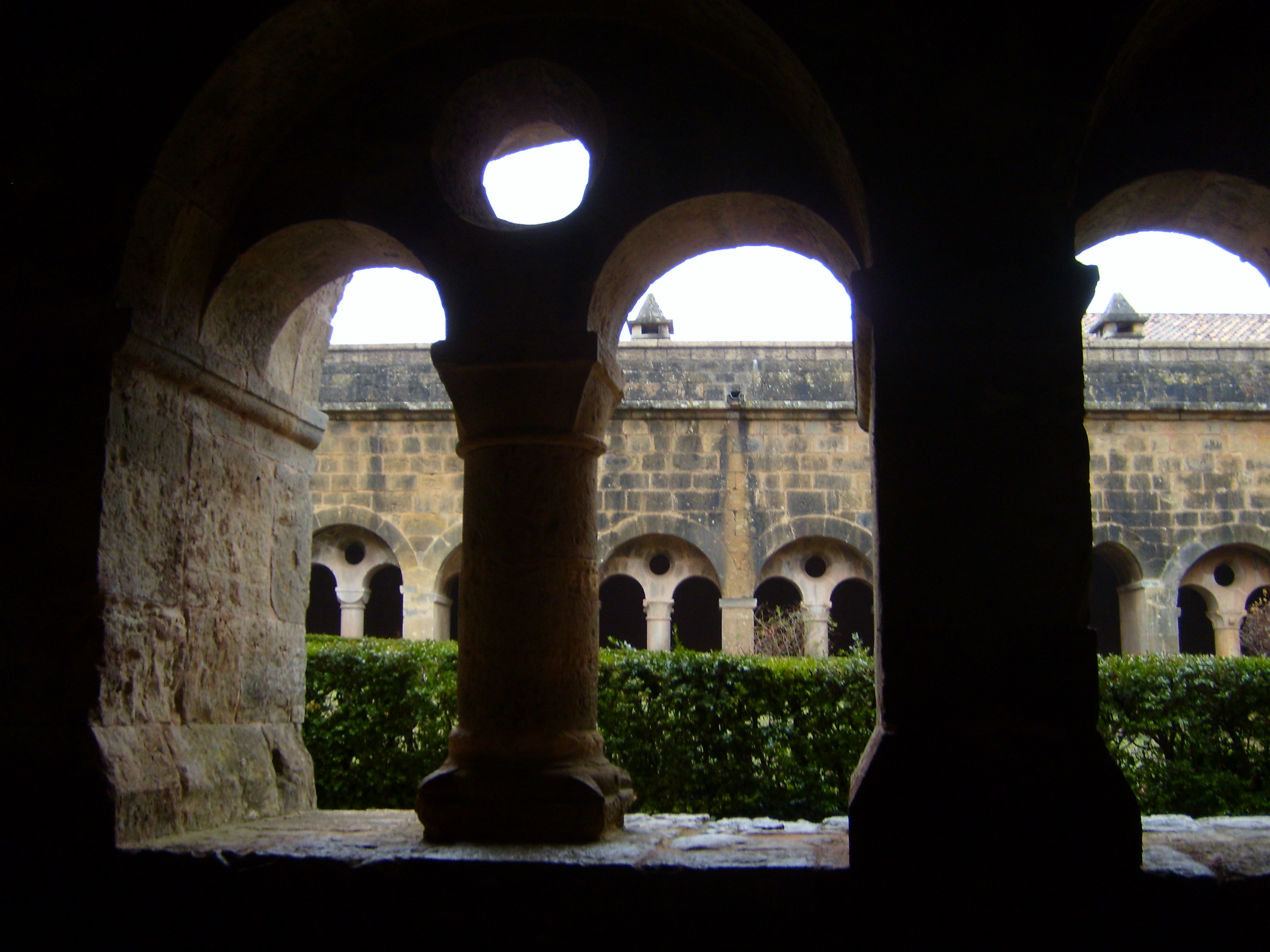